# 1892 en droit
Cet article présente les faits marquants de l'année 1892 en droit.

## Événements
- 1er janvier : entrée en vigueur en Suisse de la loi fédérale sur la poursuite pour dettes et la faillite (dite LP), votée le 11 avril 1889.
- 11 janvier  : Loi Méline protectionniste en France, créant un double tarif douanier[1].
- juillet : premier code criminel au Canada[2].
- 2 novembre : Loi du 2 novembre en France limitant la durée maximale de travail à 10 heures quotidiennes pour les enfants de 13 ans, et à 60 heures hebdomadaires entre 16 et 18 ans, avec un certificat d'aptitude obligatoire[3].
- Loi Geary (Geary Act) aux États-Unis, loi fédérale renouvelant la loi d'exclusion des Chinois de 1882.
- Le juriste italien Dionisio Anzilotti utilise pour la première fois l'expression « sociologie juridique »[4].
- Publication par le réformateur social anglais Henry Stephens Salt d'Animals' Rights: Considered in Relation to Social Progress, sur le thème des droits des animaux.

## Naissances
- 1er janvier : Boris Mirkine-Guetzévitch, juriste russe, professeur de droit constitutionnel († 1er avril 1955).
- 10 mars : José de Mesquita, écrivain et juriste brésilien, juge puis président de la Cour de justice de l'État du Mato Grosso de 1929 à 1940) († 22 juin 1961).
- 29 mars : René Savatier, professeur de droit français († 20 juin 1984).
- 9 juin : Henry Solus, professeur français de droit, spécialisé en droit colonial († 24 juillet 1981).

## Décès
- 17 septembre :  Rudolf von Jhering, juriste allemand (° 22 août 1818).